# Protathlima A’ Kategorias (2005/2006)
Protathlima A’ Kategorias 2005/2006 – była 67. edycją najwyższej klasy rozgrywkowej piłki nożnej na Cyprze.
Brało w niej udział 14 drużyn, które w okresie od 27 sierpnia 2005 do 6 maja 2006 rozegrały 26 kolejki meczów.
Obrońcą tytułu była drużyna Anorthosis Famagusta.
Mistrzostwo po raz trzeci w historii zdobyła drużyna Apollon Limassol.

## Drużyny
| Uczestnicy poprzedniej edycji | Uczestnicy poprzedniej edycji | Uczestnicy poprzedniej edycji | Uczestnicy poprzedniej edycji |
| --- | ----------------------------- | ----------------------------- | ----------------------------- |
| AFA | Anorthosis Famagusta          | Larnaka                       | 1                             |
| APN | APOEL Nikozja                 | Nikozja                       | 2                             |
| OMN | Omonia Nikozja                | Nikozja                       | 3                             |
| OLN | Olympiakos Nikozja            | Nikozja                       | 4                             |
| DGN | Digenis Morfu                 | Nikozja                       | 5                             |
| NSL | Nea Salamina Famagusta        | Larnaka                       | 6                             |
| APL | Apollon Limassol              | Limassol                      | 7                             |
| ENP | Enosis Neon Paralimni         | Paralimni                     | 8                             |
| AEK | AEK Larnaka                   | Larnaka                       | 9                             |
| AEL | AEL Limassol                  | Limassol                      | 10                            |
| ETA | Ethnikos Achna                | Achna                         | 11                            |
| Awans z Protathlima B’ Kategorias |                               |                               |                               |
| APOP | APOP Kinyras Peyias           | Peja                          | 1                             |
| APEP | APEP Pitsilia                 | Kiperunda                     | 2                             |
| ENT | THOI Lakatamia                | Lakatamia                     | 3                             |
| Oznaczenia: - kolumna pierwsza – skróty nazw drużyn, - kolumna trzecia – siedziba klubu, - kolumna czwarta – miejsce zajęte w poprzednim sezonie. |                               |                               |                               |

## Format rozgrywek
Drużyny grały ze sobą dwukrotnie, raz u siebie i raz na wyjeździe o tytuł oraz miejsca startowe w międzynarodowych rozgrywkach. Trzy ostatnie zespoły zostały zdegradowane. 
Dodatkowo jedna z ligowych drużyn zapewniła sobie prawo do udziału w Pucharze Intertoto UEFA 2006. Wszystkie drużyny, które chciały wziąć udział w imprezie, zgłaszały swoje zainteresowanie przed zakończeniem mistrzostw. Którakolwiek z tych drużyn zajęła wyższe miejsce w tabeli, brała udział w Intertoto (o ile nie zapewniła sobie udziału w innych rozgrywkach UEFA).

## Tabela
| Lp. | Drużyna                | M  | Z  | R | P  | B+ | B- | +/– | Pkt | Kwalifikacja lub spadek                     |
| --- | ---------------------- | -- | -- | - | -- | -- | -- | --- | --- | ------------------------------------------- |
| 1   | Apollon Limassol (M)   | 26 | 19 | 7 | 0  | 68 | 24 | +44 | 64  | Liga Mistrzów UEFA • I runda kwalifikacyjna |
| 2   | Omonia Nikozja         | 26 | 20 | 3 | 3  | 59 | 20 | +39 | 63  | Puchar UEFA • I runda kwalifikacyjna        |
| 3   | APOEL (P)              | 26 | 19 | 5 | 2  | 63 | 22 | +41 | 62  | Puchar UEFA • I runda kwalifikacyjna        |
| 4   | Anorthosis Famagusta   | 26 | 15 | 8 | 3  | 55 | 26 | +29 | 53  |                                             |
| 5   | Enosis Neon Paralimni  | 26 | 12 | 7 | 7  | 40 | 28 | +12 | 43  |                                             |
| 6   | Nea Salamina Famagusta | 26 | 12 | 5 | 9  | 53 | 48 | +5  | 41  |                                             |
| 7   | AEL Limassol           | 26 | 10 | 5 | 11 | 44 | 48 | −4  | 35  |                                             |
| 8   | AEK Larnaka            | 26 | 9  | 4 | 13 | 39 | 37 | +2  | 31  |                                             |
| 9   | Ethnikos Achna         | 26 | 8  | 4 | 14 | 42 | 43 | −1  | 28  | Puchar Intertoto UEFA (2006)                |
| 10  | Digenis Morfu          | 26 | 7  | 7 | 12 | 33 | 45 | −12 | 28  |                                             |
| 11  | Olympiakos Nikozja     | 26 | 6  | 9 | 11 | 40 | 50 | −10 | 27  |                                             |
| 12  | APOP Kinyras (S)       | 26 | 5  | 3 | 18 | 35 | 65 | −30 | 18  | Spadek do Protathlima B’ Kategorias         |
| 13  | APEP Pitsilia (S)      | 26 | 1  | 5 | 20 | 17 | 72 | −55 | 8   | Spadek do Protathlima B’ Kategorias         |
| 14  | THOI Lakatamia (S)     | 26 | 1  | 4 | 21 | 15 | 75 | −60 | 7   | Spadek do Protathlima B’ Kategorias         |

## Wyniki
| Gospodarz \ Gość       | AEK | AEL | ANO | APP | APE | APL | APK | DGN | ETH | ENP | ENT | NEA | OLY | OMO |
| ---------------------- | --- | --- | --- | --- | --- | --- | --- | --- | --- | --- | --- | --- | --- | --- |
| AEK Larnaka            |     | 2–0 | 1–1 | 3–1 | 1–2 | 2–3 | 5–0 | 1–1 | 3–0 | 1–0 | 2–0 | 0–0 | 2–1 | 2–3 |
| AEL Limassol           | 1–1 |     | 3–0 | 4–0 | 1–1 | 1–4 | 4–3 | 3–0 | 2–3 | 2–1 | 3–2 | 0–3 | 2–2 | 1–2 |
| Anorthosis Famagusta   | 1–0 | 5–0 |     | 1–1 | 2–2 | 1–1 | 6–1 | 1–0 | 2–0 | 0–0 | 1–0 | 2–0 | 1–1 | 2–1 |
| APEP Pitsilia          | 2–1 | 1–2 | 0–1 |     | 0–3 | 1–2 | 1–2 | 1–2 | 0–2 | 0–2 | 1–1 | 1–3 | 0–0 | 0–5 |
| APOEL                  | 3–0 | 2–0 | 5–3 | 2–0 |     | 2–2 | 5–0 | 1–0 | 1–0 | 2–0 | 5–1 | 5–3 | 2–2 | 2–1 |
| Apollon Limassol       | 3–0 | 2–0 | 3–1 | 5–1 | 1–1 |     | 4–0 | 3–2 | 2–1 | 3–0 | 4–0 | 5–1 | 4–0 | 0–0 |
| APOP Kinyras           | 1–2 | 1–3 | 1–2 | 3–1 | 0–1 | 0–1 |     | 1–3 | 3–2 | 0–2 | 7–1 | 1–1 | 3–3 | 1–2 |
| Digenis Morfu          | 1–0 | 2–2 | 1–1 | 3–3 | 0–1 | 2–3 | 1–1 |     | 2–0 | 0–2 | 1–0 | 2–1 | 0–1 | 0–4 |
| Ethnikos Achna         | 2–1 | 0–0 | 0–5 | 4–0 | 1–2 | 1–2 | 2–0 | 4–2 |     | 0–1 | 1–1 | 2–4 | 4–0 | 0–1 |
| Enosis Neon Paralimni  | 1–0 | 3–5 | 0–1 | 6–1 | 2–1 | 1–1 | 4–0 | 2–2 | 3–3 |     | 2–1 | 2–2 | 1–1 | 0–1 |
| THOI Lakatamia         | 1–4 | 1–2 | 0–6 | 0–0 | 0–7 | 1–4 | 0–3 | 1–1 | 0–6 | 0–1 |     | 1–2 | 0–2 | 0–5 |
| Nea Salamina Famagusta | 3–2 | 2–1 | 2–5 | 5–0 | 0–2 | 2–2 | 2–1 | 4–1 | 2–1 | 0–2 | 3–1 |     | 5–1 | 0–1 |
| Olympiakos Nikozja     | 3–2 | 3–2 | 1–2 | 8–0 | 1–3 | 2–3 | 3–2 | 1–4 | 1–1 | 1–1 | 0–1 | 1–1 |     | 1–3 |
| Omonia Nikozja         | 3–1 | 2–0 | 2–2 | 2–1 | 1–0 | 1–1 | 4–0 | 3–0 | 3–2 | 0–1 | 2–1 | 6–2 | 1–0 |     |

## Najlepsi strzelcy
| Bramki | Strzelcy             | Drużyna                                       |
| ------ | -------------------- | --------------------------------------------- |
| 28     | Łukasz Sosin         | Apollon Limassol                              |
| 23     | Paulo Rink           | Omonia Nikozja (10) / Olympiakos Nikozja (13) |
| 16     | Nikos Frusos         | Anorthosis Famagusta                          |
| 15     | Aleksios Aleksandris | APOP Kinyras                                  |
| 15     | Kyriacos Chailis     | Nea Salamina Famagusta                        |
| 14     | Esteban Solari       | APOEL                                         |

Źródło: 

## Stadiony
| Stadion Neo GSZ |
| AEK Larnaka     |
|                 |

| Stadion Ammochostos    |
| Nea Salamina Famagusta |
|                        |

| Stadion im. Andonisa Papadopulosa |
| Anorthosis Famagusta              |
|                                   |

| Stadion Dasaki |
| Ethnikos Achna |
|                |

| Stadion THOI Lakatamia       |
| APEP Pitsilia THOI Lakatamia |
|                              |

| Stadion GSP                             |
| APOEL Olympiakos Nikozja Omonia Nikozja |
|                                         |

| Stadion Makario |
| Digenis Morfu   |
|                 |

| Stadion Pafiako |
| APOP Kinyras    |
|                 |

| Stadion Tasos Marku   |
| Enosis Neon Paralimni |
|                       |

| Stadion Tsirio                |
| AEL Limassol Apollon Limassol |
|                               |

Źródło: 